# Mont Popomanaseu
Le mont Popomanaseu, culminant à 2 335 mètres d'altitude, est le plus haut point des Salomon. Il est situé sur l'île de Guadalcanal, dans la province éponyme.